# Pulau Bukabuka (ö i Indonesien)
Pulau Bukabuka är en ö i Indonesien.   Den ligger i provinsen Sulawesi Tengah, i den norra delen av landet, 1 800 km öster om huvudstaden Jakarta.